# Geluidssterkte
Het ene geluid klinkt stiller dan het andere. Geluiden verschillen onderling in geluidssterkte. Geluidssterkte is een populaire term, die wetenschappelijk niet goed is gedefinieerd. Men kan met geluidssterkte bijvoorbeeld bedoelen:
- geluidsdruk, de druk die door geluid in de lucht optreedt, gemeten in pascal
- geluidsniveau, een logaritmische grootheid die deze druk omzet naar een verhouding ten opzichte van een referentiedruk, gemeten in decibel (dB)
- geluidsintensiteit, een vectorgrootheid die de grootte en richting aangeeft van een door de lucht of water lopende geluidsgolf. Meestal ook uitgedrukt in decibel
- luidheid, een term die aangeeft hoe luid het geluid wordt ervaren door een persoon met gemiddeld gehoor, internationaal door de ISO gedefinieerd als de loudness
- geluidsbelasting, het geluidsniveau in de buitenlucht, in Europa sinds 2006 gemeten als Lden, uitgedrukt in decibel

Die geluidssterkte is afhankelijk van het vermogen dat door het geluid aan ons oor wordt overgedragen. Omdat geluid bestaat uit kleine, snelle drukschommelingen om de atmosferische druk, is het ontwikkelde vermogen afhankelijk van de druk.

## Subjectieve geluidssterkte
De door het menselijk oor ervaren luidheid loopt niet gelijk met zo'n exacte maat als het geluidsniveau. Zo blijkt een (subjectieve) verdubbeling van de luidheid overeen te komen met een stijging van het geluidsniveau met 10 dB, dus met een factor 10 voor de intensiteit. Bij geluidsniveaus boven ca. 80 dB gedraagt het gehoor zich heel anders en bestaat gevaar voor gehoorschade als het gehoor dagelijks gedurende lange tijd aan dit niveau wordt blootgesteld. Bovendien is het menselijk gehoor niet voor alle frequenties even gevoelig. Er zijn curves opgesteld die voor de verschillende frequenties de geluidsniveaus van gelijke geluidsterktewaarneming met elkaar verbinden; men noemt dergelijke curves isofonen. Deze maat wordt wetenschappelijk weergegeven als de luidheid.
Houdt men bij de bepaling van het geluidsniveau, door (elektronische) filtering van het geluidssignaal, rekening met enkele van deze effecten, dan drukt men het geluidsniveau uit in dB(A). Het zo verkregen geluidsniveau komt dan meer overeen met onze momentane subjectieve geluidswaarneming.
Het gemiddelde geluidsniveau over lange tijd wordt vaak weergegeven als een equivalente waarde, de LAeq. Maar ook de geluidshinder heeft geen evenredige relatie met dit equivalente niveau. Bij hogere niveaus wordt de hinder sterker dan je op grond van een lineair verband met het equivalent niveau zou verwachten.
bioakoestiek · geluid · decibel · dB(A) · geluidsdruk · geluidsintensiteit · geluidssnelheid · geluidsgolf · ultrageluid · laagfrequent geluid · infrageluid · puntbron · lijnbron · gehoordrempel · gehoorschade · geluidshinder · elektroakoestiek